# Wera Werkzeuge

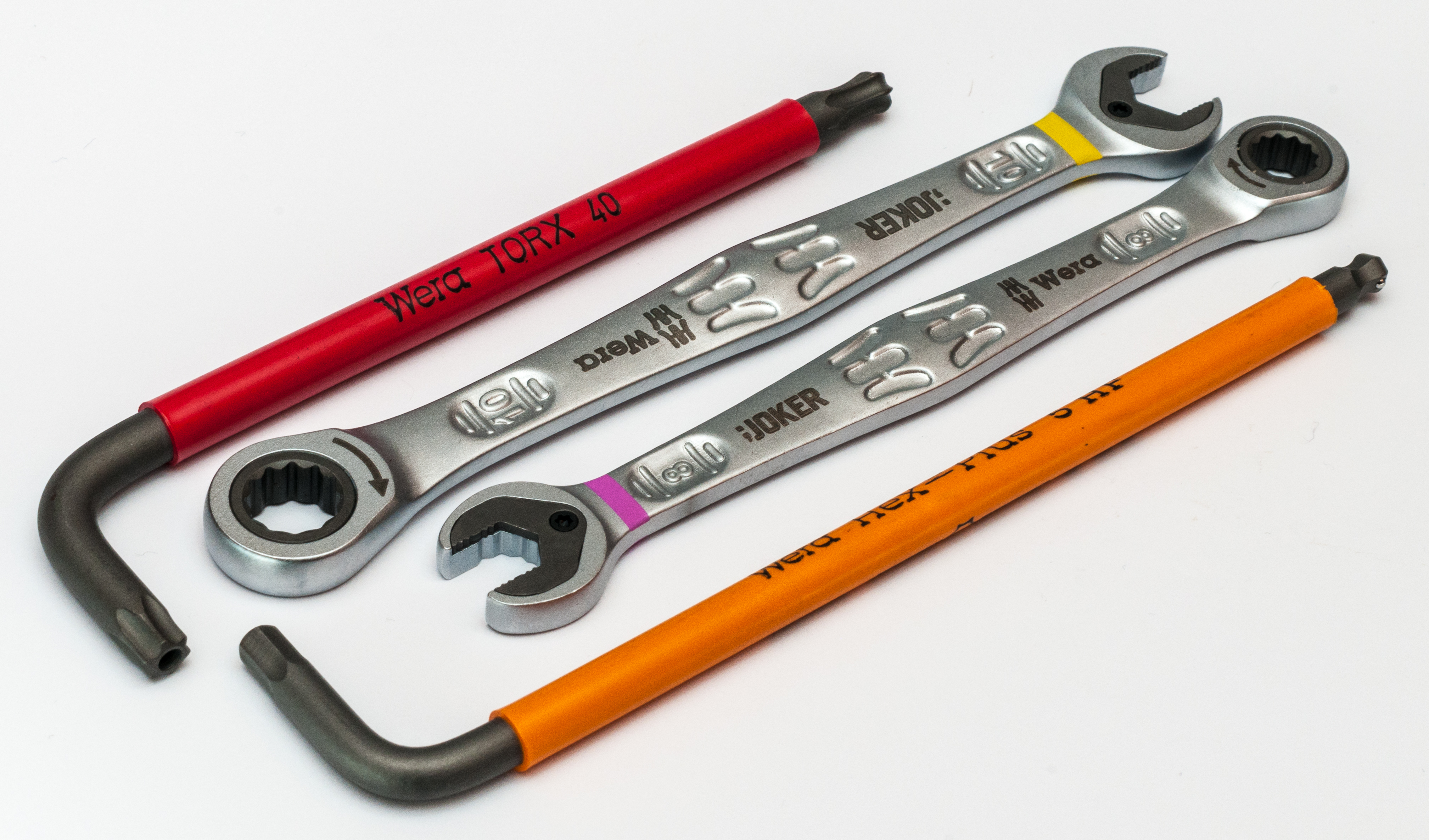
Verschiedene Werkzeuge von Wera

Älteres Logo

Die Wera Werkzeuge GmbH ist ein Hersteller von Schraubwerkzeugen mit Hauptsitz im Wuppertaler Stadtteil Cronenberg und Produktion in Bystřice nad Pernštejnem und Třebíč in Tschechien. Die Wera Unternehmensgruppe gehört seit 2016 der Bitburger Holding.

## Geschichte
1936 gründete der Kaufmann Hermann Werner die Hermann Werner GmbH & Co. KG als Handelsunternehmen für Werkzeuge.
Im Zweiten Weltkrieg wurde der Betrieb zerstört. Beim Wiederaufbau nach 1945 kam unter Leitung von Heinz Amtenbrink, dem Schwiegersohn der Familie Werner, die Herstellung von Schraubenziehern als Geschäftsfeld hinzu. Seit 1951 nutzt das Unternehmen den Namen Wera (aus Werner und Amtenbrink) als Markenzeichen. Seit 1963 werden auch Bits hergestellt. Im Jahr 1968 entwickelte das Unternehmen gemeinsam mit einem Fraunhofer-Institut den Wera-Kraftform-Schraubenzieher-Griff, der als eingetragene Marke weiterhin Teil des Wera Logos ist.
In den 1990er Jahren führte das Unternehmen diamantbeschichtete Bits ein. Weiterhin erwarb Wera die Drehmax W. Holland und gründete im Jahr 1993 eine Vertriebstochter in Großbritannien. Die Produktion wurde 1995 nach Bystřice in Mähren (Tschechien) verlagert.
Nachdem die Werkzeuge der Firma häufig kopiert wurden, veranlasste das Unternehmen mehrfach die Schließung von Messeständen mit Plagiaten.
Aus Altersgründen des Inhabers wurde das Unternehmen 2016 an die Bitburger Holding verkauft.
Wera Werkzeuge baute 2016 ein Logistikzentrum auf 20.000 Quadratmetern Grundstücksfläche in Wuppertal. In dem Jahr beschäftigte Wera weltweit über 750 Mitarbeiter, davon über 400 in Tschechien. 2018 errichtete das Unternehmen eine Zweigniederlassung in Třebíč.
Seit 2019 nimmt Wera Werkzeuge mit einem Heißluftballon in Form eines Schraubenziehers an Veranstaltungen wie der Montgolfiade, der Kieler Woche oder dem Balloncup in den Kitzbüheler Alpen teil; außerdem kooperierte das Unternehmen mit deutschen Musikfestivals, wie dem Summer Breeze oder dem Wacken Open Air.

## Unternehmensstruktur
Die Geschäftsleitung des Unternehmens obliegt seit 2015 Martin Strauch und Michael Abel.
2023 beschäftigte das Unternehmen 1.500 Mitarbeiter.
Das Unternehmen vertreibt seine Produkte weltweit und ist global durch eigene Standorte und Handelspartner vertreten. Beispielsweise hatte Wera im Jahr 2023 Vertriebstöchter in Großbritannien, Nordamerika, Japan, Spanien, Frankreich und Finnland.
Wera Werkzeuge produziert im tschechischen Bystřice und Třebíč. Der Hauptverwaltungssitz mit den Aufgabenbereichen Marketing, Vertrieb, Entwicklung, Qualitätssicherung und Lagerhaltung ist in Wuppertal. Über das Tochterunternehmen Wera Tool Rebels GmbH betreibt das Unternehmen einen Onlineshop, der sich ausschließlich an Endverbraucher richtet.
Seit 2016 fungiert die Bitburger Holding als Muttergesellschaft für Wera.

## Produkte
Wera Werkzeuge ist ein Hersteller und Entwickler von Schraubwerkzeugen. Das Unternehmen verbessert auch Werkzeuge; diese sollen zum Beispiel in der Anwendung schneller sein, und mehrere Werkzeugtypen ineinander vereinen. Beispielsweise entwickelt das Unternehmen Maulschlüssel oder Knarren mit verbesserter Funktionsweise. Insgesamt entwickelt und vertreibt Wera unter anderem Produkte wie Schraubenzieher und Bits, Knarren und Schraubenschlüssel, sowie Sets und Kompaktwerkzeuge.

## Auszeichnungen
Für das Design der Produkte:

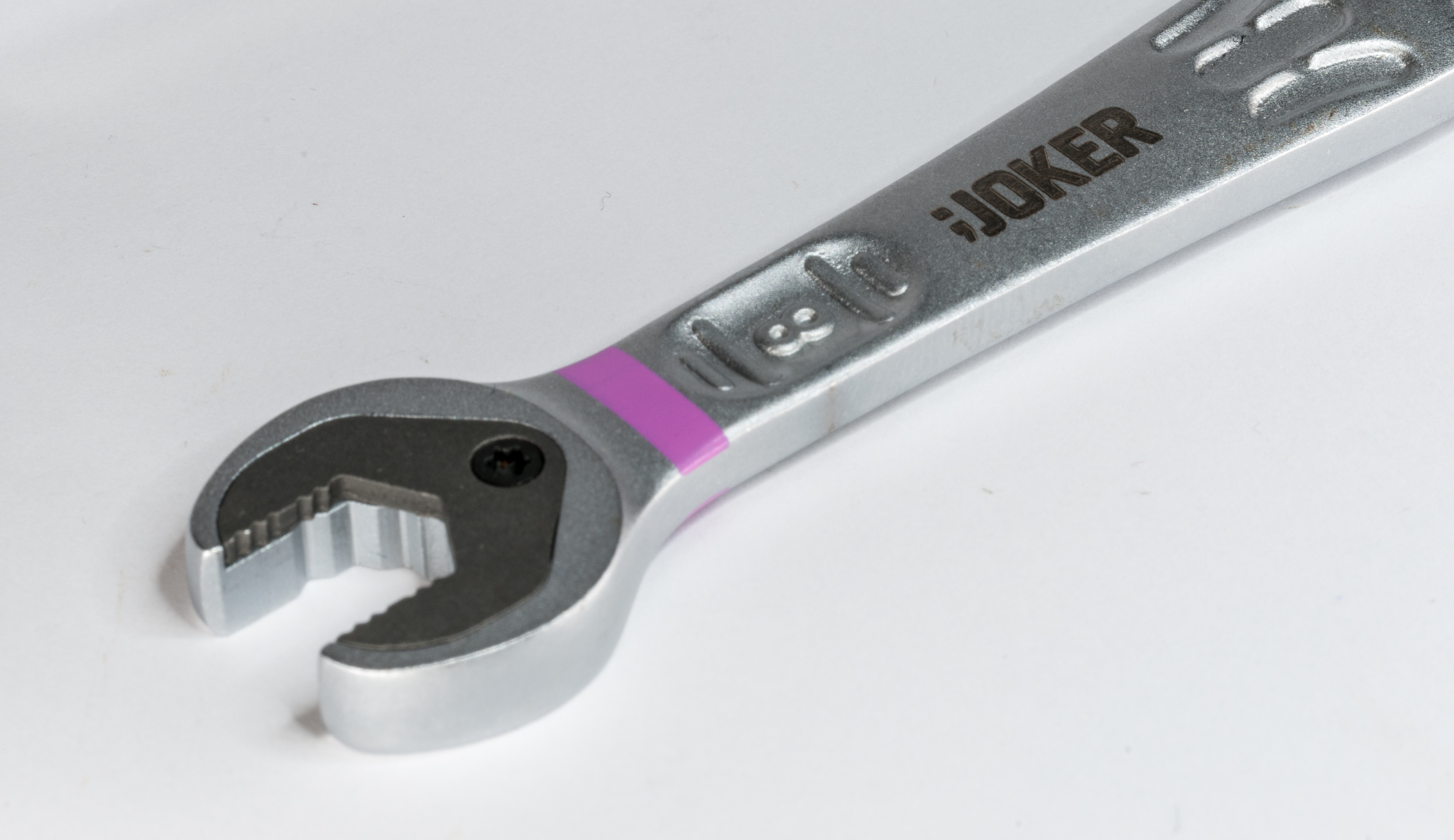
Detail Maulschlüssel Wera Joker

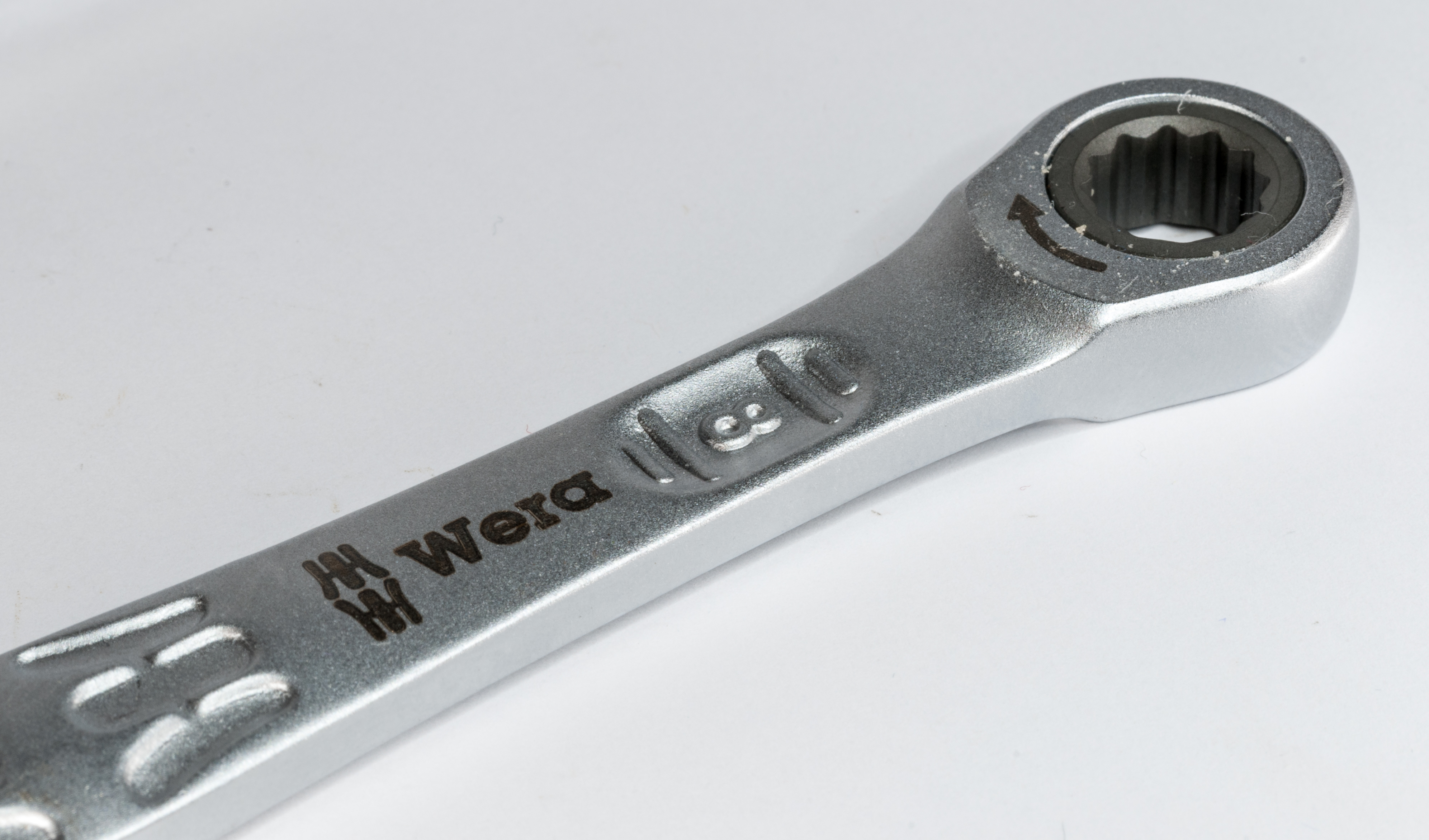
Ratschenringschlüssel

- 1997, 2009, 2012 und 2013: (Discipline Product) iF product design award[23][24][25][26]
- 2015: (Discipline Packaging) iF product design award[27]
- 2015: (Discipline Packaging – gold) iF product design award[28]
- 2014: Red Dot Design Award best of the best[29]
- 2015: Red Dot Design Award[30]

Für das „Communication Design“:
- 2014: Red Dot Design Award[31]
- 2015: German Design Award[32]

Für die Markenführung:
- 2015–2017: German Brand Award[33]

Als eines der innovativsten Unternehmen im deutschen Mittelstand:
- 2007: Top 100 Innovator[34]

Als Partner des Fachhandels:
- 2011: 3. Platz Bereich Handwerkzeuge[35]
- 2016: 1. Platz Bereich Handwerkzeuge[36]
- 2021: 1. Platz Bereich Handwerkzeuge[37]

Als „attraktivster Arbeitgeber der Stadt“:
- 2022: Wuppertal[38]